# Joe Corona
Artikeln följer den spanska namnseden; faderns efternamn är Corona och moderns efternamn Crespín.
Joe Benny Corona Crespín, född 9 juli 1990, är en amerikansk fotbollsspelare som spelar för San Diego Loyal. Han har även representerat USA:s landslag.

## Karriär
Den 6 mars 2019 värvades Corona av Los Angeles Galaxy. Den 31 december 2020 värvades Corona av Houston Dynamo, där han skrev på ett tvåårskontrakt med option på ytterligare ett år.
Den 29 mars 2022 presenterades att han lånas ut till GIF Sundsvall i Allsvenskan under 2022.